# Гезенк
Гезе́нк (нем. Gesenk) — подземная вертикальная или крутая наклонная горная выработка, проходимая по падению рудного тела (сверху вниз), не имеющая непосредственного выхода на поверхность. При проходке по восстанию (снизу вверх) называется восстающим.

## Назначение гезенка
Гезенк соединяет различные уровни в шахте. Гезенк используется при геологоразведочных работах — для доказательства непрерывности рудного тела, при добычных работах — как подготовительная (ограничивает блок) горная выработка.  
- Рудный скат. Гезенк используется для спуска полезного ископаемого на нижележащий горизонт под действием силы тяжести или при помощи механических устройств (в специальных сосудах).
- Ход для спуска или подъёма к забоям. В этом случае в гезенке устанавливается лестница.
- Воздуховод в вентиляционной системе шахты.

## Проходка гезенка
Проходка гезенка относится к числу опасных работ.
Методы проходки гезенка.
- Ручное бурение.
- Взрывание.
- Механизированная выемка породы с помощью механизмов для проходки гезенка.